# テオドール・ハーゲン
テオドール・ヨーゼフ・ハーゲン（Theodor Joseph Hagen、1842年5月24日 - 1919年2月12日）はドイツの風景画家である。 ヴァイマルのザクセン大公国美術アカデミー(Großherzoglich-Sächsische Kunstschule Weimar)で教授を務めた。

## 略歴
デュッセルドルフで、ライン川貿易を長く営んできた商人の家に生まれた。1858年から1868年の間、デュッセルドルフ美術アカデミーで、ハインリヒ・ミュッケ、ルドルフ・ヴィークマンらに学び、1862年からはオスヴァルト・アッヒェンバッハの風景画クラスの学生となった。
1871年にマックス・シュミットの後任としてヴァイマルのザクセン大公国美術アカデミー（Großherzoglich-Sächsische Kunstschule Weimar）の風景画のクラスの教授に任じられ、1876年から1881年にかけて校長を務めた。ハーゲンが教えた学生にはクリスティアン・ロールフスやハンス・ディール、フランツ・ブンケらがいる。
初期に様々なスタイルを試みた後、フランスの「バルビゾン派」や「外光派」と呼ばれる画家らのスタイルに影響を受けた。ドイツにおける印象派の画家の初期の一人であるともされる。ハンブルク美術館館長のアルフレッド・リヒトヴァルクとも親しくなり、しばしばハンブルクなどを訪れ、港の風景を描いた。1893年に「ミュンヘン分離派」のメンバーになり、1902年に「ベルリン分離派」のメンバーとなった。

## 作品

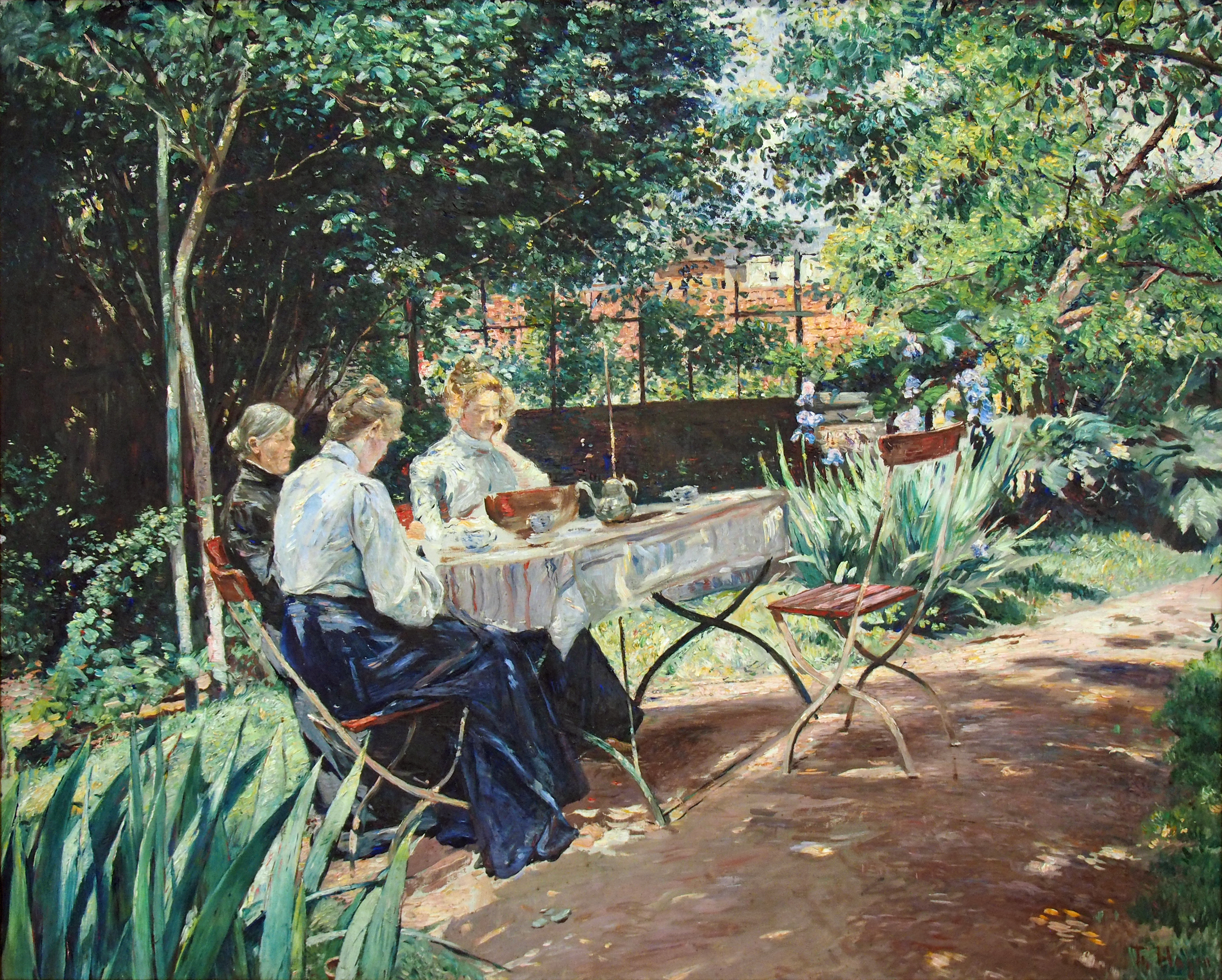
画家の家族(1906)
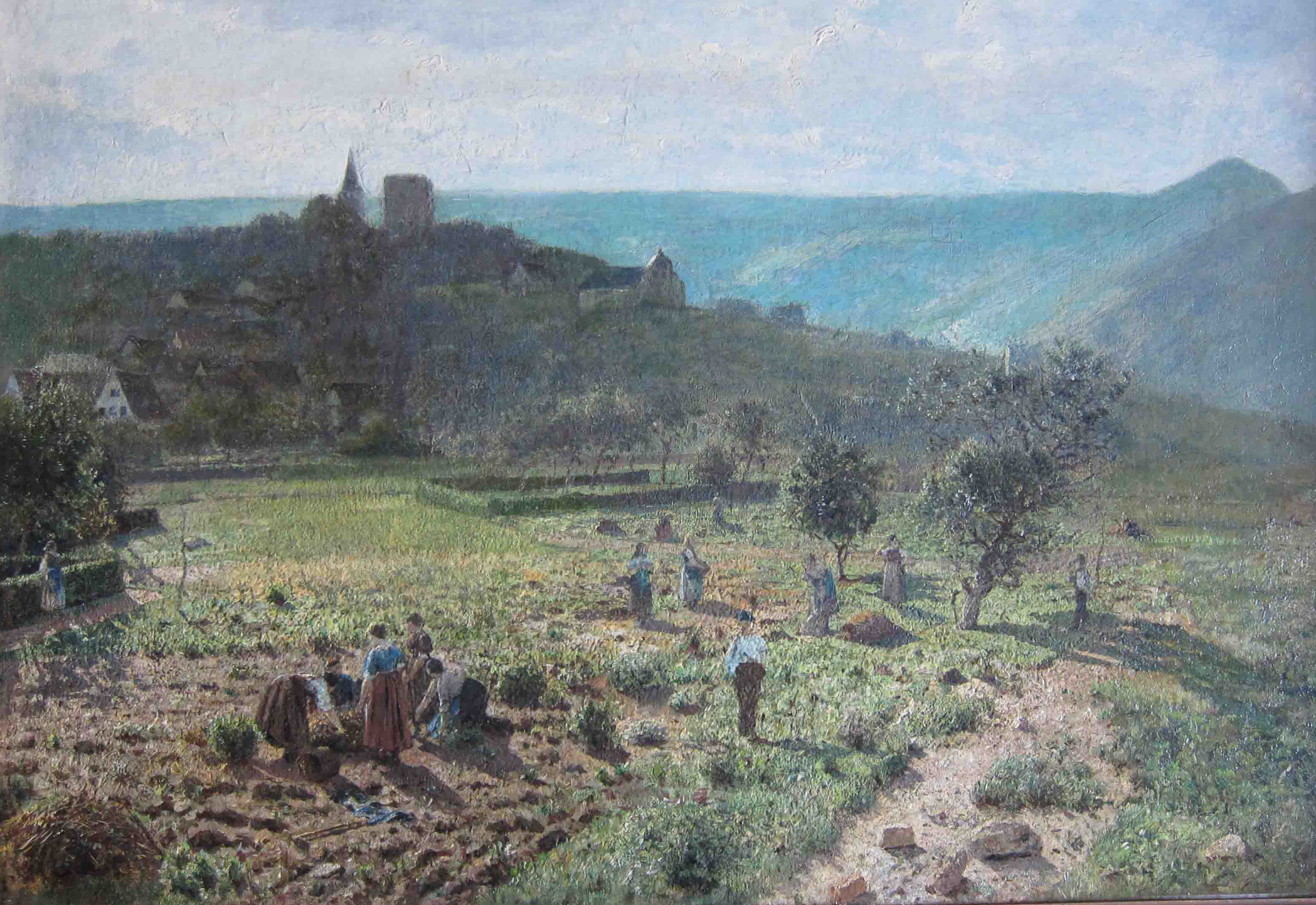
「ジャガイモの収穫」
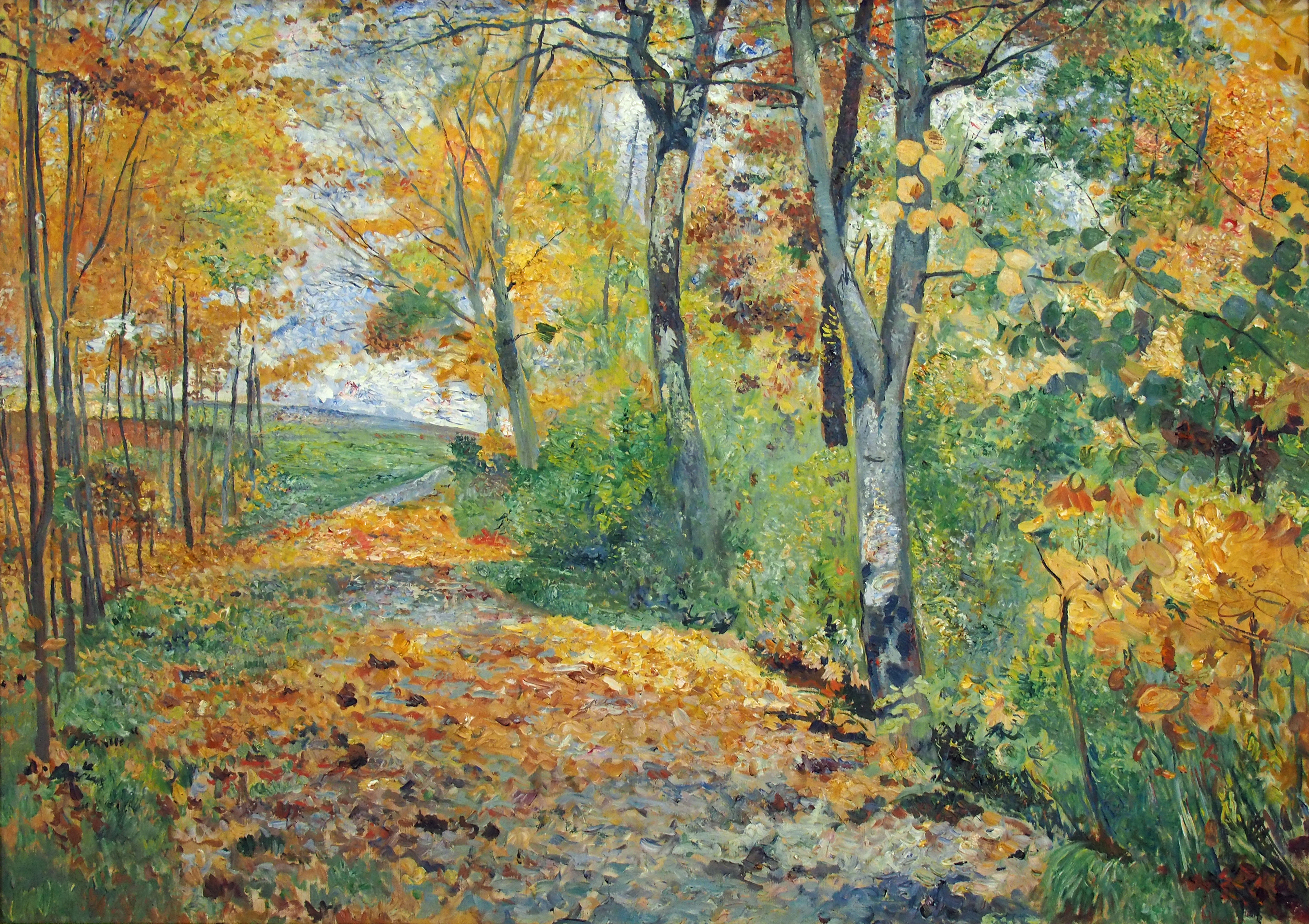
「秋の森」(c.1895)
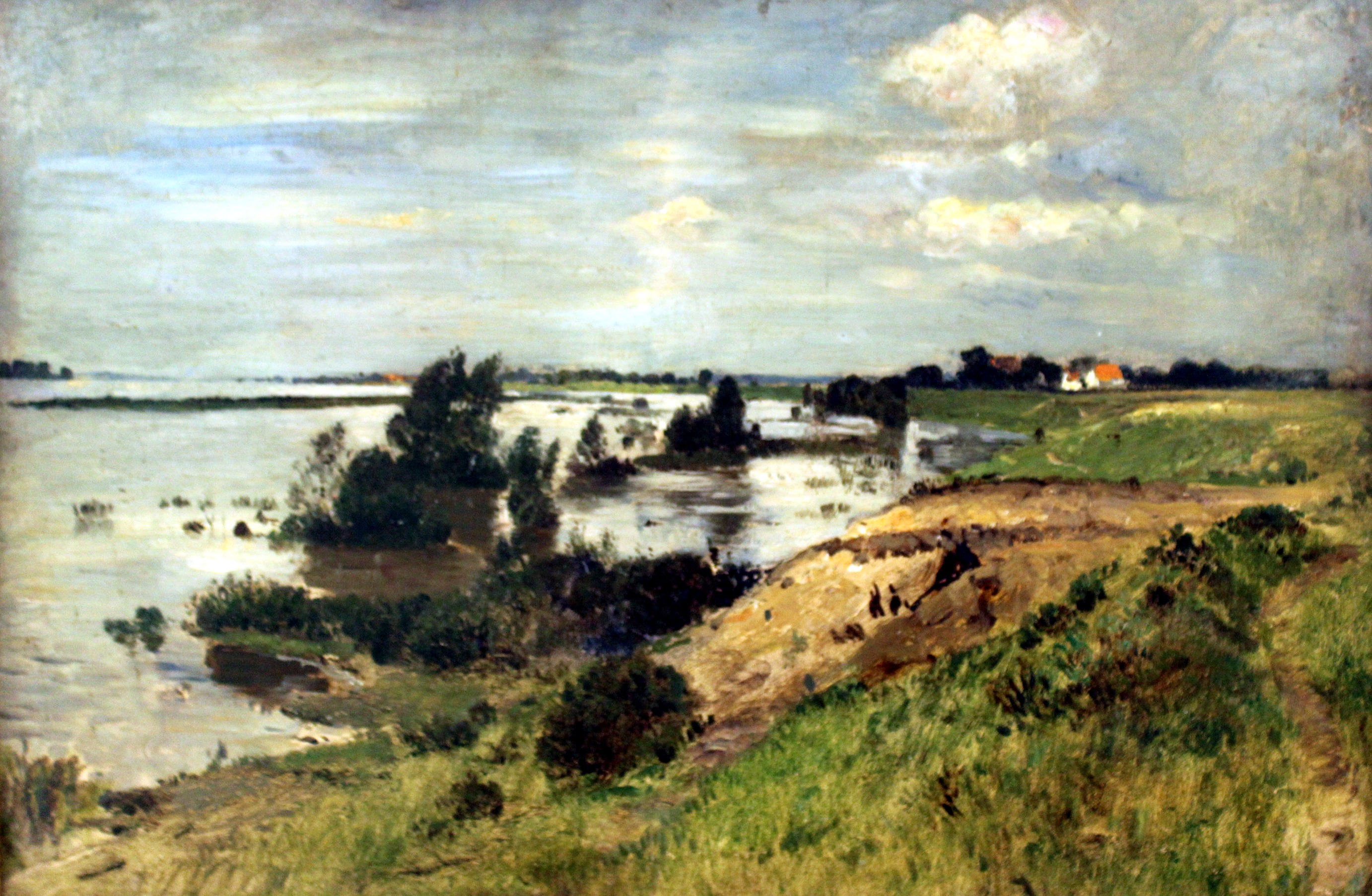
「ラインの川辺」